# Ernst Thoms

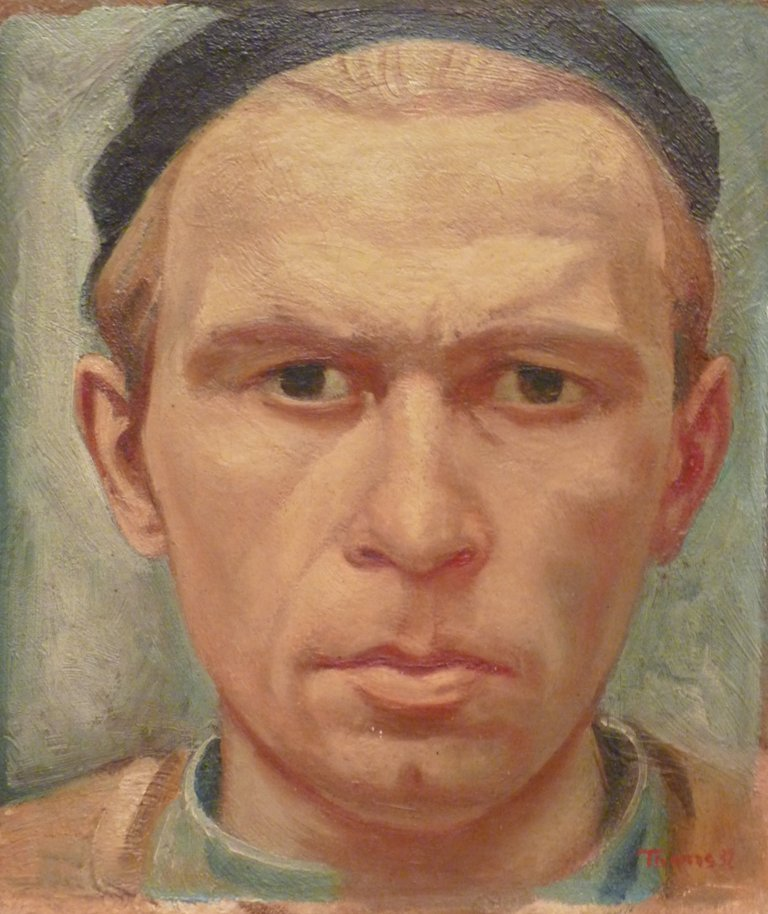
Självporträtt, 1932

Ernst Thoms, född 13 november 1896 i Nienburg, död 11 maj 1983, var en tysk målare. På 1920-talet tillhörde han den nya sakligheten i Hannover och fokuserade på stadsmotiv. I skiftet mellan 1920- och 1930-tal lämnade han denna stil. En av hans mest kända målningar är Der Turmbau från 1937, en kritik i storformat av framstegsoptimism, inspirerad av Babels torn av Pieter Brueghel den äldre. Denna var otänkbar att ställa ut under den nationalsocialistiska tiden och året därpå blev flera av hans målningar beslagtagna av myndigheterna. Efter andra världskriget kom han främst att måla landskapsbilder i akvarell.
År 1964 tilldelades han orden Große Verdienstkreuz Niedersachsens och 1977 tilldelades han Förbundsrepubliken Tysklands förtjänstorden. År 2013 bytte ett torg i Nienburg namn till Ernst-Thoms-Platz.

## Bildgalleri

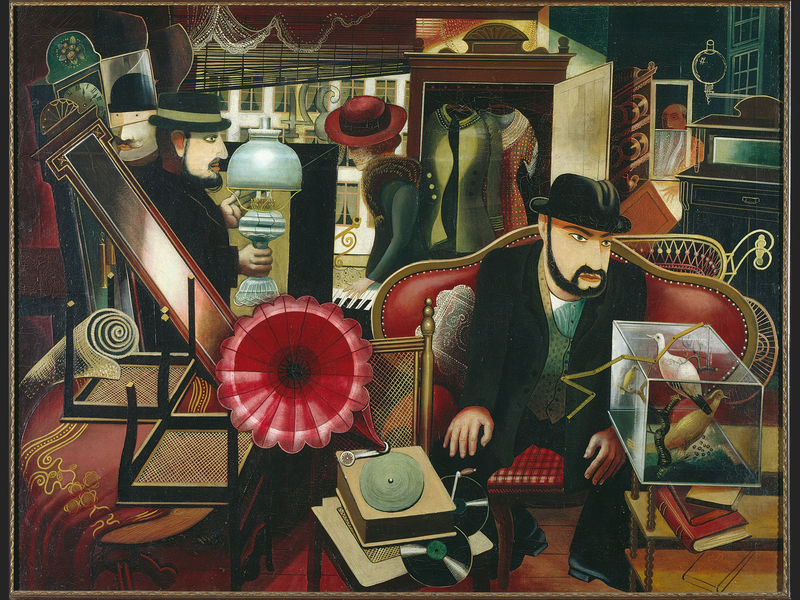
Trödelladen, 1926
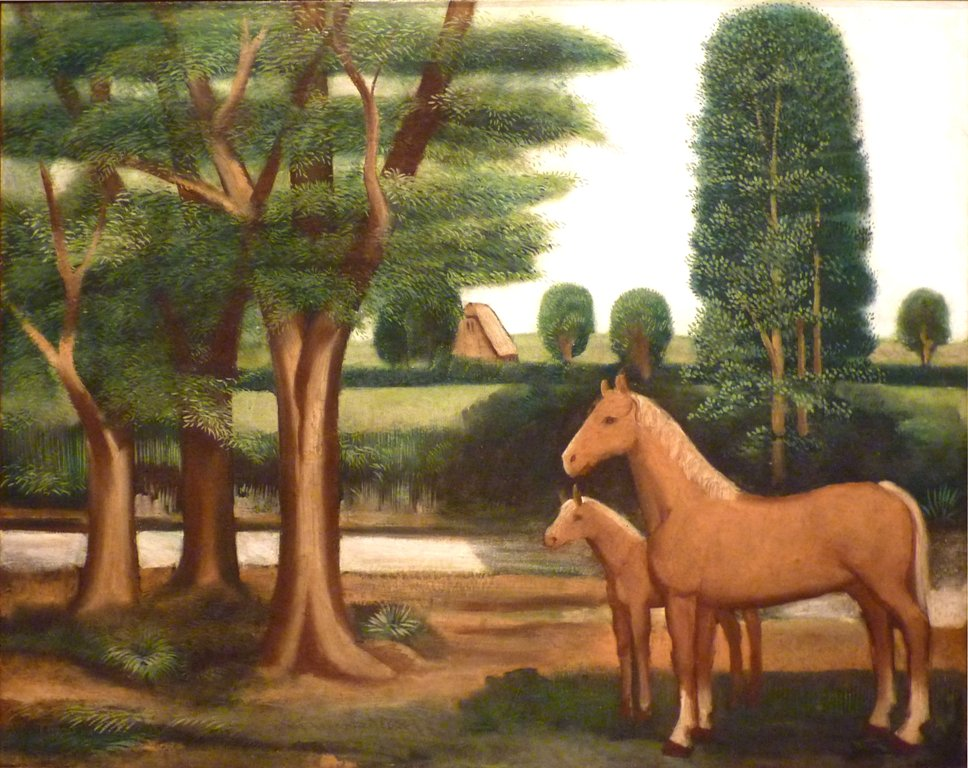
Pferde und Bäume, 1928
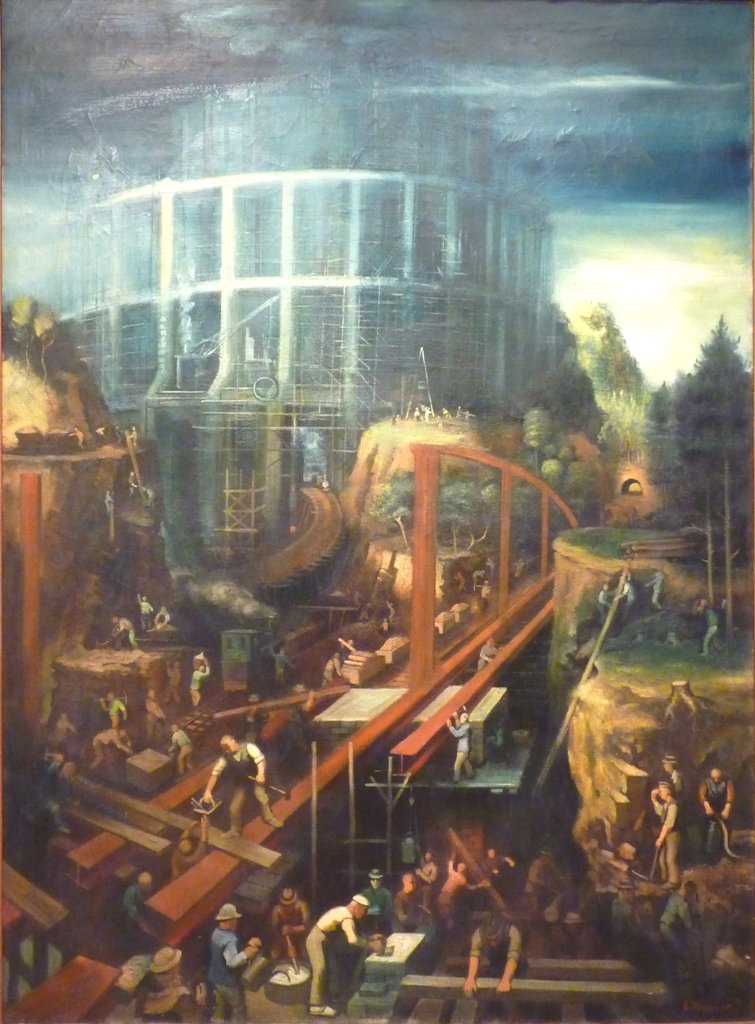
Der Turmbau, 1937
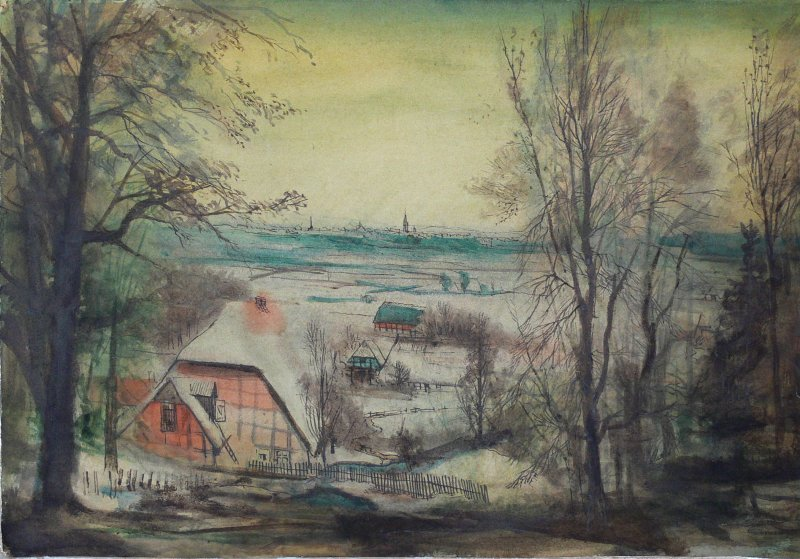
Blick auf Nienburg, 1946